# بنه خلخال
بنه خلخال یک روستا در ایران است که در دهستان سنجبد جنوبی واقع شده‌است بنه خلخال یک روستای بسار قدیمی قدمتی برای قبل از اسلام دارد این روستا طبیعت بکر و بسیار زیبا دارد.  